# Vojmil Rabadan
Vojmil Rabadan (Split, 31. srpnja 1909. – Zagreb, 5. siječnja 1988.), bio je hrvatski književnik, prevoditelj i redatelj.

## Životopis
Vojmil Rabadan rođen je u Splitu 1909. godine. U rodnome gradu završio je klasičnu gimnaziju. Diplomirao je francuski jezik i književnost na Filozofskom fakultetu u Zagrebu 1932. godine. Na istome fakultetu doktorirao je 1957. godine disertacijom Maistre Pierre Pathelin i mi a usavršavao se je u Parizu kod Jacquesa Copeaua i Gustavea Cohena. Uz to studirao je arheologiju, glazbu, slikarstvo (u Zagrebu, Parizu i Rimu). U Splitu je radio kao gimnazijski profesor. Pokrenuo je, 1942. godine, stalnu radiodramu u Zagrebu, te obnovio Zagrebačko kazalište lutaka, 1948. godine i bio njegov upravitelj. Pisao je dramska djela i libreta, te obnovio više djela hrvatskih klasika i napisao više od 50 igrokaza za djecu i mladež. Njegova operna libreta uglazbili su mnogi poznati hrvatski skladatelji (Antun Dobronić, Krsto Odak, Ivo Tijardović, Jakov Gotovac, Boris Papandopulo). Režirao je više od 200 opera i drama. Uređivao je reviju Dom i svijet (Split, 1939. – 1940.). Surađivao je u Hrvatskoj pozornici, Hrvatskoj reviji, Spremnosti i inim časopisima a u Maruliću je od 1976. do 1983. godine pisao rubriku Theatralia et alia. Prevodio je s francuskoga, starogrčkoga, latinskoga, talijanskoga, slovenskoga i bugarskoga jezika na hrvatski jezik. Preveo je s francuskoga jezika na hrvatski jezik cjelokupni opus Françoisa Villona.
Umro je u Zagrebu 1988. godine. Pokopan je na zagrebačkome groblju Mirogoju.

## Djela
Nepotpun popis:
- Kuća na kršu, drama,
- Splite grade,
- Ognjište: prolog, tri čina (6 slika), epilog, drama, 1941.
- Mala vila, 1958.
- Dva igrokaza: Zelene zrake i Zeko, Zriko i janje, 1958. (suautor Branko Mihaljević)[5]
- Kad je žena nijema, drama, 1961.
- Ognjena oluja, drama,
- Talija na cesti, drama,
- Mlin Matije Gupca, drama,
- Scenske legende o Jeleni Solinskoj, drama,
- Komedijaši,
- Legende o kraljici Jeleni, Zagreb, 1976., pod pseudonimom J. Marinov, (suautor Petar Grgec)[6]
- Povijest na pozornici, I–III, 1978., (pod pseudonimom J. Marinov)[3]
- Feniks na brijegu: fantazija o povijesti zagrebačke katedrale, 1994.